# Social House
Social House là một bộ đôi âm nhạc Mỹ đến từ Pittsburgh, Pennsylvania. Tính đến năm 2019, bộ đôi này đã phát hành 4 đĩa đơn.

## Lịch sử
Michael "Mikey" Foster và Charles "Scootie" Anderson thành lập Social House vào năm 2015 sau khi chuyển đến Los Angeles từ Pittsburgh. Họ làm việc trong cùng một xưởng sản xuất  và đặt tên cho mình theo mạng WiFi của ngôi nhà nơi họ sống. Họ bắt đầu sáng tác và sản xuất các bài hát cho các nghệ sĩ khác, bao gồm Ariana Grande, Meghan Trainor, Jennifer Lopez, Chris Brown, Steven Malcolm và NCT 127. Sau khi sự nghiệp cá nhân của họ bắt đầu chậm lại, bộ đôi này đã được khuyến khích thành công bởi các đồng nghiệp của họ để hợp tác trong một dự án âm nhạc mới. Năm 2018, Social House đã được ký kết hợp đồng liên doanh giữa các nhãn hiệu Scooter Braun, TBHits và Interscope Records. Social House đã phát hành đĩa đơn đầu tay "Magic in the Hamptons" với rapper Lil Yachty vào ngày 8 tháng 6 năm 2018. Viết về The Hamptons, bài hát đã có hơn bảy mươi triệu lượt phát trên Spotify. Vào ngày 28 tháng 9 năm 2018, đĩa đơn thứ hai của họ, mang tên "Higher", đã được phát hành. Social House đã tham gia chuyến lưu diễn Sweetener World Tour của Ariana Grande vào năm 2019 với tư cách là nghệ sĩ mở màn và phát hành "Boyfriend" với cô ấy vào tháng 8 năm 2019.